# Orde van Nishan Istour
De Orde van Nishtan Istour of Orde van de Ster", ook wel als "Nishan-i-Astour" geschreven, was een van de ridderorden van het keizerrijk Afghanistan. Voor zover bekend werd de orde vóór 1901 door Amir Abdu'r Rahman ingesteld. De Orde kende twee graden maar werd door Koning Muhammad Zahir Shah uitgebreid tot vier graden.
De orde werd aan een purperen lint gedragen. Zoals alle oude orden werd ook deze orde in 1973, na de val van de monarchie, afgeschaft.
Over de linten bestaat verwarring. De eerste vier typen van deze orde zouden tot 1960 aan een zwart-rood-groen lint zijn gedragen. Daarna zou een diep purperen lint zijn gebruikt zoals Megan Robinson dat laat zien. Tijdens de regeringsperiode van Amanullah zou het lint blauw-rood-blauw en daarmee gelijk aan dat van de Britse Orde van Sint-Michaël en Sint-George zijn geweest wat de juweliers in Londen uiteraard goed uitkwam omdat zij dat lint in voorraad hadden. Onder Zahir Shah zou het lint purperrood of kersenrood zijn geweest. Het kleurverschil kan aan de kwaliteit van de zijde hebben gelegen.
De kleuren blauw-rood-blauw waren in ieder geval de gebruikelijke kleuren van het lint van de Orde van de Ster. Omdat Afghaanse orden door Britse militairen niet zonder restricties mochten worden gedragen, een militair moet verlof vragen om een buitenlandse onderscheiding te mogen dragen en bij orden van kleine landen werd door het Ministerie van Oorlog gewoonlijk alleen toestemming gegeven om deze te dragen in aanwezigheid van Afghaanse hoogwaardigheidsbekleders, deed het lint er weinig toe. Het zwart-rood-groene lint zou veel gebruikt zijn omdat dat ruim voorradig was.
De eerste met deze onderscheiding gedecoreerde westerling zou Lord Baden-Powell zijn geweest die de Ie Klasse in 1928 ontving toen Koning Amanullah het Verenigd Koninkrijk bezocht. Tussen 1933 en 1939 werd ook Kapitein Francis Douglas Baker (1884-1958) met de IIe Klasse van deze orde onderscheiden.
De ster van de orde heeft vergulde stralen en een centraal zilveren medaillon met een paar gekruiste kromzwaarden en een afbeelding van het wapen van Afghanistan.